# خالد ضیا
خالد ضیا اوشاکلی‌گیل (به ترکی استانبولی: Halit Ziya Uşaklıgil) از پیشگامان داستان‌نویسی ادبیات نوین ترکیه‌است.
شعر منثور او به نام عشقیمین مزاری(مزار عشقم) سرآغاز دورانی نو در ادبیات ترکی بود. او در سال ۱۸۸۶ روزنامه‌ای به نام خدمت بنیاد کرد. پس از سال ۱۸۹۶، نوشته‌های او در روزنامه ادبی ترکی «ثروت فنون» (Servet-i fünûn) که به کاربرد سبک‌های ادبی اروپایی معروف بود به چاپ می‌رسید.
پس از آنکه رمان «زندگی‌های گسیخته» (Kırık Hayatlar) خالد ضیا در سال ۱۹۰۱ توسط دولت عثمانی سانسور شد، او از انتشار رمان خودداری کرد تا اینکه این رمان در سال ۱۹۲۳ و پس از بنیاد شدن جمهوری ترکیه امروزی، به چاپ رسید.
از کتاب‌های معروف دیگر او می‌توان به ماوی و سیاه، عشق ممنوع و نسل آخر اشاره کرد.
در اواخر عمر او پسرش خودکشی کرد. تلخی این ماجرا تا ۲۷ مارس ۱۹۴۵ تا واپسین دم همراه او بود.

## دوران کودکی
خالد ضیا در سال ۱۸۶۶ در استانبول به دنیا آمد. نسبش به خاندان‌های قدیمی حلواچی‌زاده‌ها میرسید که از اوشاک در استان اوشاک در آناتولی غربی به ازمیر مهاجرت کرده بودند. دوران کودکی او مصادف با دوران تنظیمات و مشروطیت اول بود. از آنجا که پدرش در کنار علاقه به صوفی‌گری، به شیوه زندگی غربی نیز گرایش داشت، خالد خواندن و نوشتن را بنا بر اصول جدید آموخت و در مدرسه رشدیه (دبیرستان) نظامی فاتح استانبول ادامه تحصیل داد. او از همان کودکی به مطالعهٔ کتاب‌های داستانی و نمایشنامه‌ها از جمله کارهای نامق کمال، رجائی‌زاده محمود اکرم و ترجمهٔ هرنانی کارهای ویکتور هوگو پرداخت. در ماه مارس ۱۸۷۸ خانواده‌اش به ازمیر مهاجرت کردند و در همان جا به تحصیل ادامه داد. او در ازمیر زیر نظر پدربزرگش حاجی‌علی افندی که مردی معتبر و صاحب نفوذ در شهر بود بزرگ شد. در ازمیر با زبان فرانسه آشنا شد و پس از آن که پدربزرگش او را به مدرسهٔ راهبان کاتولیک ارمنی ازمیر فرستاد طی سه سال علاوه بر تکمیل فرانسوی به آموختن آلمانی و ایتالیایی نیز پرداخت. این آشنایی با زبان‌های اروپایی منجر به آشنایی او با فرهنگ غربی هم شد. او در این زمان شروع به ترجمهٔ مطالب علمی در نشریهٔ خزینه اوراق پرداخت. در آخرین سال تحصیل نخستین شعر منثورش را با نام عشقیمین مزاری(مزارِ عشقم) در روزنامهٔ معروف ترجمان حقیقت دراستانبول در آوریل ۱۸۸۴ به چاپ رسید. این شعر سرآغاز نوع ادبی تازه‌ای در ادبیات ترکی است.

## زندگی حرفه‌ای

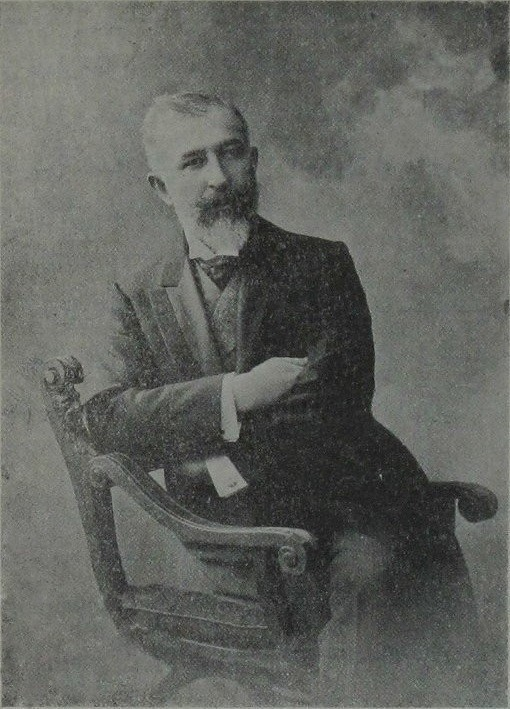
تصویری از خالد ضیا قبل از 1914.

خالد ضیا پس از فارغ‌التحصیل شدن مدتی نزد پدرش کار کرد. سپس در بانک عثمانی ازمیر مشغول به کار شد و هم‌زمان به تدریس فرانسه در مدارس ازمیر پرداخت و به فعالیت‌های ادبی خود نیز ادامه داد. این کارها شامل انتشار دوازده شماره از مجلهٔ نوروز(اولین مجلهٔ ادبی ازمیر) و انتشار روزنامهٔ خدمت (نوامبر ۱۸۸۶) به همراهی جمعی از دوستانش بود. او در مجلهٔ نوروز ترجمه‌هایش از نویسندگان فرانسوی را منتشر می‌کرد. روزنامهٔ خدمت آغاز دورهٔ ادبی تازه‌ای برای خالد ضیا بود. او رمان‌ها، اشعار منثور، مقالات ادبی و مطالب علمی بسیاری را در این روزنامه منتشر کرد. در همین دوره متون درسی‌اش در مدرسه‌ها و بعضی دیگر از آثارش به شکل کتاب چاپ شدند و زبان انگلیسی را از معلمی خصوصی آموخت.

در مارس ۱۸۹۳ برای استخدام در ادارهٔ رژی به استانبول رفت. کار جدید علاوه بر تأمین درآمد کافی او را با محافل ادبی و اهل قلم آشنا کرد و فرصت زیادی برای خواندن و نوشتن در اختیارش گذاشت. در این دوره داستان‌ها و نوشته‌هایش در مجله‌های ثروت فنون و مکتب منتشر می‌شد. با دورهٔ جدید انتشار مجلهٔ ثروت فنون بنا بر توصیهٔ رجائی اکرم به همکاری با آن‌ها پرداخت و رمان‌های ماوی و سیاه، عشق ممنوع و قیزیق حیاتلار را به صورت پاورقی به چاپ رسانید. انتشار این رمان‌ها موجب شهرت او شد به حدی که خالد ضیا از پایه‌های جریان نوگرایی در ادبیات ترکی به‌شمار می‌آید.

هنگامی که ثروت فنون توقیف شد خالد ضیا نیز مانند اکثر نویسندگان ثروت فنون از نوشتن دست کشید. این دوره تا مشروطیت دوم در تابستان ۱۹۰۸ ادامه یافت. پس از این ماجرا او ارتقای شغلی یافت، به درجهٔ کمیسر رژی رسید ،به تدریس ادبیات اروپایی و فلسفهٔ زیباشناسی در دانشگاه استانبول، نوشتن در زمینه‌های مختلف در مطبوعات استانبول و انتشار آخرین رمان خود نسل آخر پرداخت.

## دوران قدرت
خالد ضیا پس از خلع سلطان عبدالحمید به جمعیت اتحاد و ترقی پیوست و از طرف آنان به ریاست دفتر سلطان جدید، محمد رشاد برگزیده شد. در ژوئیهٔ ۱۹۱۲ از سمت خود برکنار شد و به به خاطر انتقادهایی که از او میشد از مجلس اعیان نیز استعفا داد و به دانشگاه برگشت. سپس به ریاست مجلس اداری انحصار توتونی(شکل جدید رژی) برگزیده شد و در نهادهایی مثل کمیسیون اصلاحات علمی، هیئت ادبی دارالبدایع، جمعیت عمومی بلدیه و مجلس عمومی ولایت عضویت داشت. در هیئت ادبی دارالبدایع سه نمایشنامه نوشت که هرسه هم در استانبول به اجرا در آمدند هم به صورت کتاب به چاپ رسیدند. در دوران جنگ جهانی اول بارها برای مأموریت یا معالجه به اروپا سفر کرد و در زمان برافتادن اتحاد و ترقی و روی کار آمدن جمهوری به نوشتن مقاله و داستان در مجلات و انتشار چند کتاب پرداخت.

## اواخر عمر
خالد در دورهٔ جمهوری همچنان به همکاری با مطبوعات پرداخت. علاوه بر مقاله‌ها و داستان‌ها خاطراتش را به صورت پاورقی منتشر کرد و با شروع تغییر الفبا در ۱۹۲۸ بعضی از آثار قدیمی خود را به زبانی ساده‌تر و قابل فهم برای نسل جدید بازنویسی کرد. سال‌های پایانی عمر او به خاطر اتفاقات ناخوشایندی چون خودکشی پسرش به تلخی سپری شدند. خالد ضیا در روز ۲۷ مارس ۱۹۴۵ درگذشت.

## آثار
رمان‌ها
- ناامیده (Nümide) (۱۸۸۹)
- دفتر یک مرده (Bir Ölünün Defteri) (۱۸۸۹)
- فردی و شرکایش (Ferdi ve Şürekâsı) (۱۸۹۴)
- آبی و سیاه (Mavi ve Siyah) (۱۸۹۷)
- عشق ممنوع (رمان) (Aşk-ı Memnu) (۱۹۰۰)
- زندگی‌های گسیخته (Kırık Hayatlar) (۱۹۲۳)

داستان‌های کوتاه
- آخرین برگ‌های یک یادداشتBir Muhtıranın Son Yaprakları (۱۸۸۸)
- تاریخ معاشقه یک ازدواج (Bir İzdivacın Tarih-i Muaşakası) (۱۸۸۸)
- هیهات (Heyhat) (۱۸۹۴)
- دسته پژمرده (Solgun Demet) (۱۹۰۱)
- یافته در سبدSepette Bulunmuş (۱۹۲۰)
- یک حکایت عشقBir Hikâye-i Sevda (۱۹۲۲)
- تلخ تر از همهHepsinden Acı (۱۹۳۴)
- در انتظار او (Onu Beklerken) (۱۹۳۵)
- دربارهٔ عشقAşka Dair (۱۹۳۶)
- دوست پیرİhtiyar Dost (۱۹۳۹)
- در چنگال زن (Kadın Pençesinde) (۱۹۳۹)
- داستان‌های ازمیرİzmir Hikâyeleri (۱۹۵۰) (posthumous)

نمایش‌نامه‌ها
- کابوس (Kabus) (۱۹۱۸)
- Anı: Kırk Yıl (۱۹۳۶)
- دربار و فراسوی آن (Saray ve Ötesi) (۱۹۴۲)
- یک داستان تلخ (Bir Acı Hikâye) (۱۹۴۲)

چامه‌ها
- شعرهای منصور Mensur Şiirler (۱۸۸۹)

نوشتارها
- Sanata Dair (۱۹۳۸-۱۹۵۵) (سه جلد)